# カーナーヴォン城
カーナーヴォン城（カーナーヴォンじょう、英語: Caernarfon Castle、ウェールズ語: Castell Caernarfon; ウェールズ語発音: [kastɛɬ kaɨrˈnarvɔn]〈カステス・カエルナルヴォン〉）は、ウェールズ北西部のグウィネズ州カーナーヴォンにある中世の城である。1283年にウェールズを征服したイングランド王エドワード1世によって建設された。

## 概要
エドワードの時代の町や城は、北ウェールズ行政の中心地となり、そのため大規模な防備が建築された。イングランドのエドワード1世が現在の石造りの城の建造を開始した1283年には、11世紀後半からノルマン人のモット・アンド・ベーリー型の城がそこにあった。さらにこの地にはかつて古代ローマ人の砦があり、チェスターのディーヴァ（デーウァ、Deva）につながるローマ街道が延びていた。
エドワード1世は、1283年に独立国家ウェールズ公国を征服したのに伴い、この地域を平定するために城を築き、城塞都市を建設した。城が建設されるなか、カーナーヴォンの周りには市壁が構築された。着工から1330年の終了までの47年間の建造費は2万5000ポンドであった。城は、外側からはほとんど完成した状態に見えるが、内部の建造物はもはや残存せず、それに建築設計の多くも完了しなかった。
1294年から1295年にかけてのイングランドに対する反乱で、カーナーヴォンの町と城は、サウェリン・アプ・グリフィズ（ルウェリン・アプ・グリフィズ）の遠縁マドッグ・アプ・サウェリン（マドッグ・アプ・ルウェリン）軍によって破られたが、1295年にイングランド軍が再度攻略した。1400-1415年のグリンドゥールの反乱では、1401年、オワイン・グリンドゥール（オウェン・グリンドゥル）軍により包囲され、1403年と1404年に包囲攻撃されても持ちこたえた。1485年にテューダー朝がイングランドの王位を得ると、ウェールズとイングランド間の緊張は弱まり始め、城はそれほど重要ではないと見なされた。結果、カーナーヴォン城は荒廃状態に陥っていった。そんな荒れ果てた状態にもかかわらず、イングランド内戦時代、カーナーヴォン城は国王派の要塞となり、議会派軍に3度取り囲まれた。城が戦争に使われたのはこの1646年が最後であった。城は国が修繕資金を投じる19世紀まで放置されていた。カーナーヴォン城は、1911年（後のエドワード8世）と1969年（後のチャールズ3世）にプリンス・オブ・ウェールズの叙位式に使用された。また、国際連合教育科学文化機関（ユネスコ、UNESCO）世界遺産の「グウィネズのエドワード1世の城郭と市壁」の一部として登録されており、ウェールズ政府の歴史的環境保全機関であるカドゥ (Cadw) により管理されている。

## 歴史

### ローマ時代
カーナーヴォンの最初の砦は、西暦75年頃のローマ時代に築かれた。セゴンティウム（カエル・セイント〈ウェールズ語: Cair Seint〉）と名付けられたこの砦（カストラ）は、現代の町の郊外となる。砦はセイオント川のほとり付近に設けられており、その砦はおそらくそこが隠れた安全な場所にあってセイオント川を経由した補給が可能なことから建設された。カーナーヴォンは、その名をこのローマ人の砦から得ている。ウェールズ語で、その場所は y gaer（caer の子音弱化）yn Arfon と呼ばれ、「モーン (Môn) の真向かいの土地にある砦」（河岸の砦）を意味する。モーン (Môn) はアンルグシー島（ウェールズ語: Ynys Môn、アニス・モーン）のウェールズ語名である。西暦394年に放棄されたセゴンティウムのその後やローマ人がブリタンニア（ローマ領ブリテン）を去った5世紀初頭以降の一般集落についてはほとんど知られていない。

### ノルマン時代
イングランドのノルマン征服（ノルマン・コンクェスト）に次いで、ウィリアム1世（征服王）はウェールズに注意を向けた。1086年のドゥームズデイ調査（『ドゥームズデイ・ブック』）によれば、ノルマンのロバート・オブ・リズランが名目上ウェールズ北部全土を保有していた。ロバートは1093年にウェールズ勢力により殺害された。ロバートの所領を引き継いだ初代チェスター伯ヒュー・ダヴランシュ（ヒュー・オブ・アヴランシュ）は、3か所に城を築くことによる北ウェールズのノルマン支配を重ねて主張した。それらの1つはメリオネスシャー (Meirionnydd) のどこか、1つはアングルシー島の Aberlleiniog、そしてもう1つがカーナーヴォンに配置された。カーナーヴォンが城を建てる地として選ばれたのは、メナイ海峡へセイオント川が注ぐ、河岸に位置することから戦略上重要であったためである。このかつての城は、その1093年頃、セイオント川とメナイ海峡に囲まれた半島に建てられ、両側が水辺であり、その城塞は木材の柵（パリセード）と土塁（モット、ノルマン語: ‘motte [mote]’〈英: ‘mound [mount]’〉）に防御されたモット・アンド・ベーリーであったとされる。モットすなわち土塁は、後のエドワードの城に取り込まれており、もとのベーリー（包囲地）の位置はモットの北東であろうとされるが明らかでない。1969年のモット頂部の掘削では、中世の占有の痕跡は明らかにならず、いずれの証拠も残っていないことを示唆している。モットには、おそらくキープ（天守）として知られている木造の塔があった。ウェールズ勢力は1115年までにグウィネズ王国を奪還し、カーナーヴォン城はウェールズ公のものとなった。城に書き留められた同時代の文書から、大サウェリン（大ルウェリン〈サウェリン・アプ・イオルウェルス、ルウェリン・アプ・ヨーワース）や孫のサウェリン・アプ・グリフィズが時折カーナーヴォンに滞在したことが知られている。

### エドワード征服
1282年3月22日、イングランドとウェールズ間で再び戦争が勃発した。ウェールズ大公サウェリン・アプ・グリフィズは、同年12月11日、戦死に追い込まれた。サウェリンの弟ダヴィズ（デイヴィッド）が後を継いでウェールズ独立の戦いを続行したが、彼も策略にはまり1283年6月に捕らえられた。ウェールズ北部に侵攻したエドワードは、ドルゥイゼラン城（1283年1月）などを占領し、コンウィに自らの城を置くようにすると、ダヴィズ・アプ・グリフィズの最後の牙城であったドルバダーン城（1283年5月頃）を占領していた。その後間もない夏には、エドワードはハーレフとカーナーヴォンにおける築城を開始している。カーナーヴォン、コンウィ、ハーレフの城は、ウェールズで当時極めて広壮なもので、その建造物は、北ウェールズのスノードニア（エラリ〈ウェールズ語: Eryri〉）を囲む「鉄の輪」（鉄環、城の鎖）となる他のエドワードの城とともに、イングランド人の支配を確立する役割を果たした。

### 建設

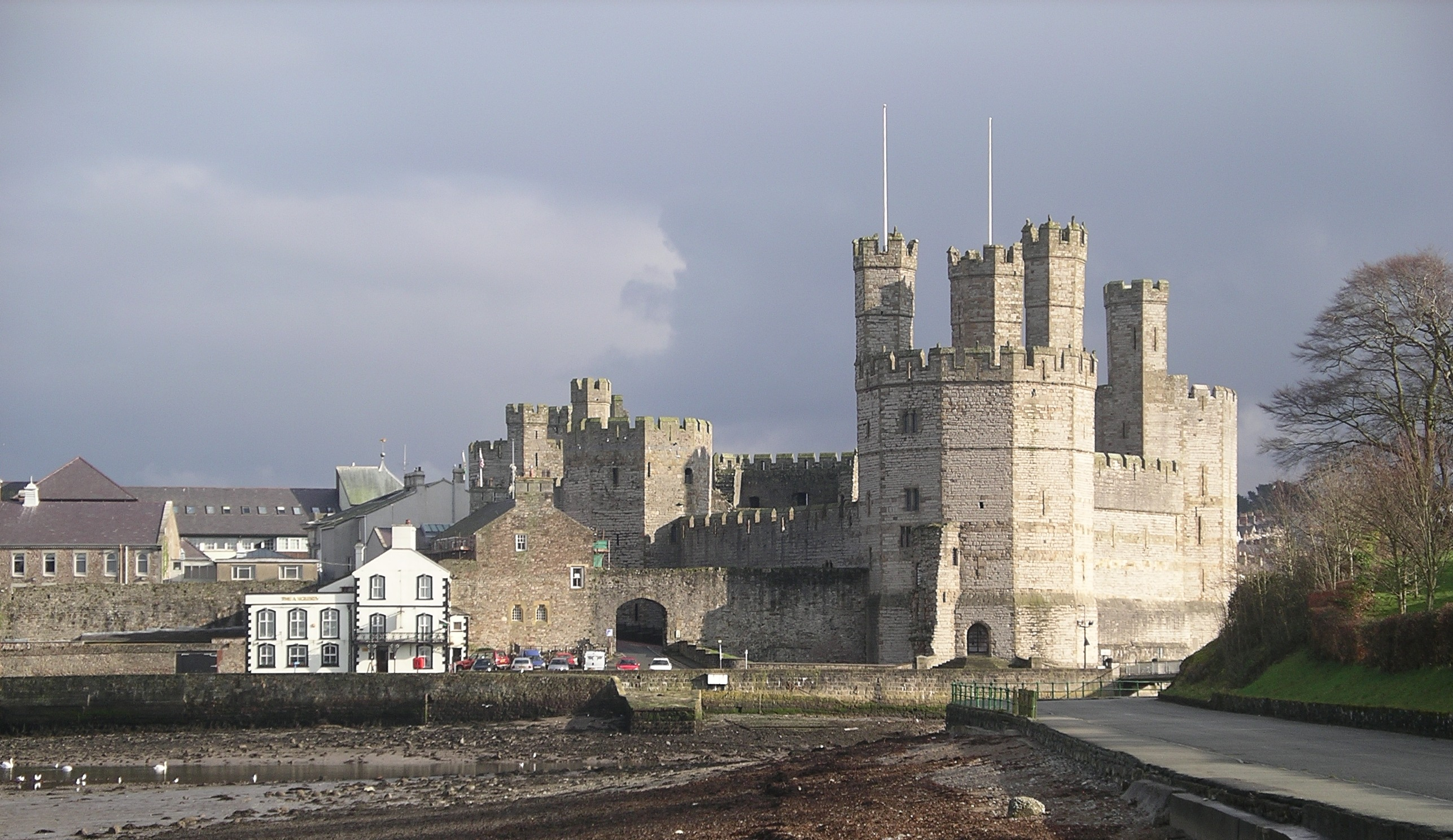
西側から見たカーナーヴォン城。

ウェールズ北部にあったグウィネズ王国一帯を強固な軍により掌握した1283年に建設が始まり、イングランド王家の住まいとイングランド支配に対する抵抗を封じ込めるための本拠地としてカーナーヴォン城を築いていった。城の設計ならびに建設を担った石工棟梁は、ウェールズのエドワードの城の建設に重要な役割を果たした熟練建築家で軍事技術者のマスター・ジェイムズ（セント・ジョージのジェイムズ）であった。新たな石造城郭の建設は、カーナーヴォンを一変させる建築事業の一部であり、市壁が築かれて城に接続され、同じく新しい岸壁が建設された。カーナーヴォンにおける構築の最初の言及は、1283年6月24日、城の用地を北の町から分離する溝（溝渠、こうきょ）が掘られたことに始まる。永続的な防備が建設中である間、一種の囲い柵 bretagium が、防御のために敷地の周囲に施された。木材は遠くリヴァプールから運ばれた。石材はアングルシー島や町の周囲といった近場から採石された。何百人もの労力によって堀の掘削や城の基礎の開削作業がなされた。敷地が拡大するにつれ、それが町にもおよび始めると、家屋はその建設を可能にするために一掃されたが、住民は3年後まで代償を支払われなかった。石の壁の基礎が造営されている間、エドワード1世と王妃エリナー・オブ・カスティルのために木骨造りの区画が建設された。彼らは1283年7月11日か12日にカーナーヴォンに到着すると、1か月余り滞在した。

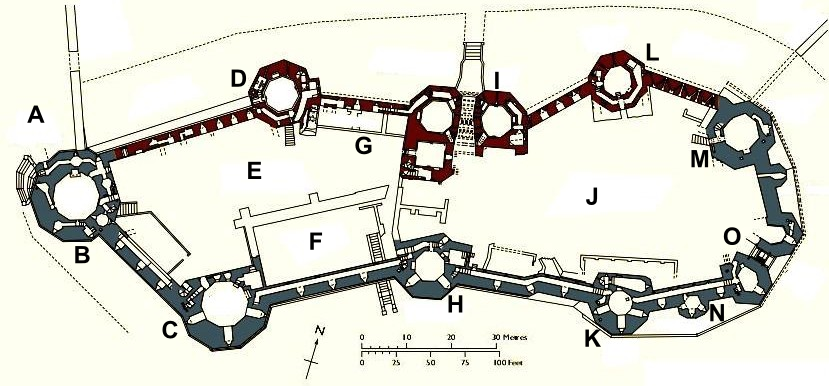
カーナーヴォン城の平面図
A. 水門 (Water Gate) B. 鷲の塔 (Eagle Tower) C. 王妃の塔 (Queen's Tower) D. 井戸の塔 (Well Tower); E. 外廓 (Outer Bailey, Lower Ward) F. 大広間 (Great Hall) G. 台所 (Kitchens) H. 侍従の塔 (Chamberlain Tower) I. 王の門 (King's Gate) J. 内廓 (Inner Bailey, Upper Ward) K. 黒い塔 (Black Tower) L. 穀倉の塔 (Granary Tower) M. 北東の塔 (North-East Tower) N. 貯水の塔 (Cistern Tower) O. 王妃の門 (Queen's Gate)
1283-1292年
1295-1323年

カーナーヴォン城の建設は1283-1284年の冬も続けられた。1284年3月19日に発布されたリズラン法令（ウェールズ法）により、カーナーヴォンはグウィネズの自治および行政の中心的シャイアとなった。建築史家アーノルド・テイラーは、エドワードとエリナーが1284年4月の復活祭（イースター）に再訪した際、鷲の塔 (Eagle Tower) が完備されたのではないかと推測したが、完成については明らかでない。伝説によれば、1284年4月25日、エドワード1世の王子エドワード（後のエドワード2世）が、建設中の城内（鷲の塔）で生まれ、翌26日、エドワード1世はウェールズの諸侯らに、ウェールズ大公となる子であると紹介したという。彼はエドワード・オブ・カーナーヴォンとも呼ばれていた。

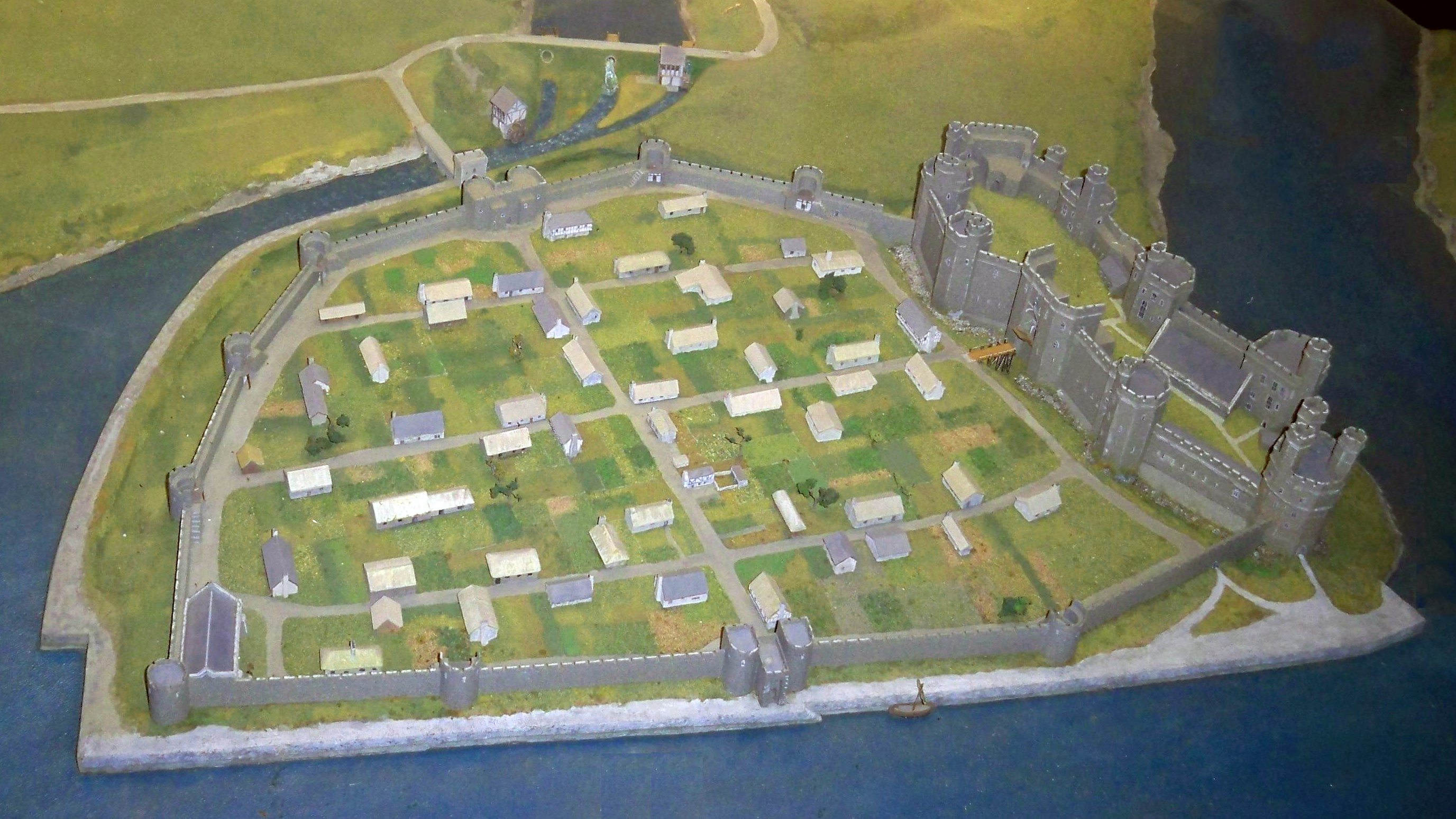
西から見た13世紀に完成した直後のカーナーヴォンの市壁を示す模型。

1284年に、カーナーヴォンは40人の守備隊により防衛されており、コンウィやハーレフの総勢30人余りの守備隊を上回っていた。さらに平時には、ほどんどの城はほんのわずかの衛兵しかいなかったが、カーナーヴォンはその重要性によって20から40人に守られていた。1285年には、カーナーヴォンの市壁がほぼ完成した。加えて城郭における作業が継続された。建設費は、1289年からはごくわずかとなり、収支報告は1292年に終了している。1292年までに、カーナーヴォンの城と市壁の建設に1万2000ポンドを要していた。南の壁と市壁によりカーナーヴォンを取り囲む防御網が完成したことで、その構想は最後に城郭の北のファサード（仏: façade）を建設することであった。
1294年、ウェールズ公マドッグ・アプ・サウェリン率いる反乱が勃発した。カーナーヴォンはグウィネズの行政の中心地であり、イングランドの権力の象徴であったため、ウェールズによる攻撃の的となった。マドッグの軍が9月に町を占領するなか市壁に大きな被害を与えた。城は溝渠と間に合わせのバリケードだけで防御されていた。それはすぐに取り込まれ、可燃性のものはすべて放火された。火はカーナーヴォン全域に燃え広がり、そこに破壊の爪痕を残した。しかし1295年の3月には、イングランドが全ウェールズを制圧し、カーナーヴォンは奪還された。

### 再修築

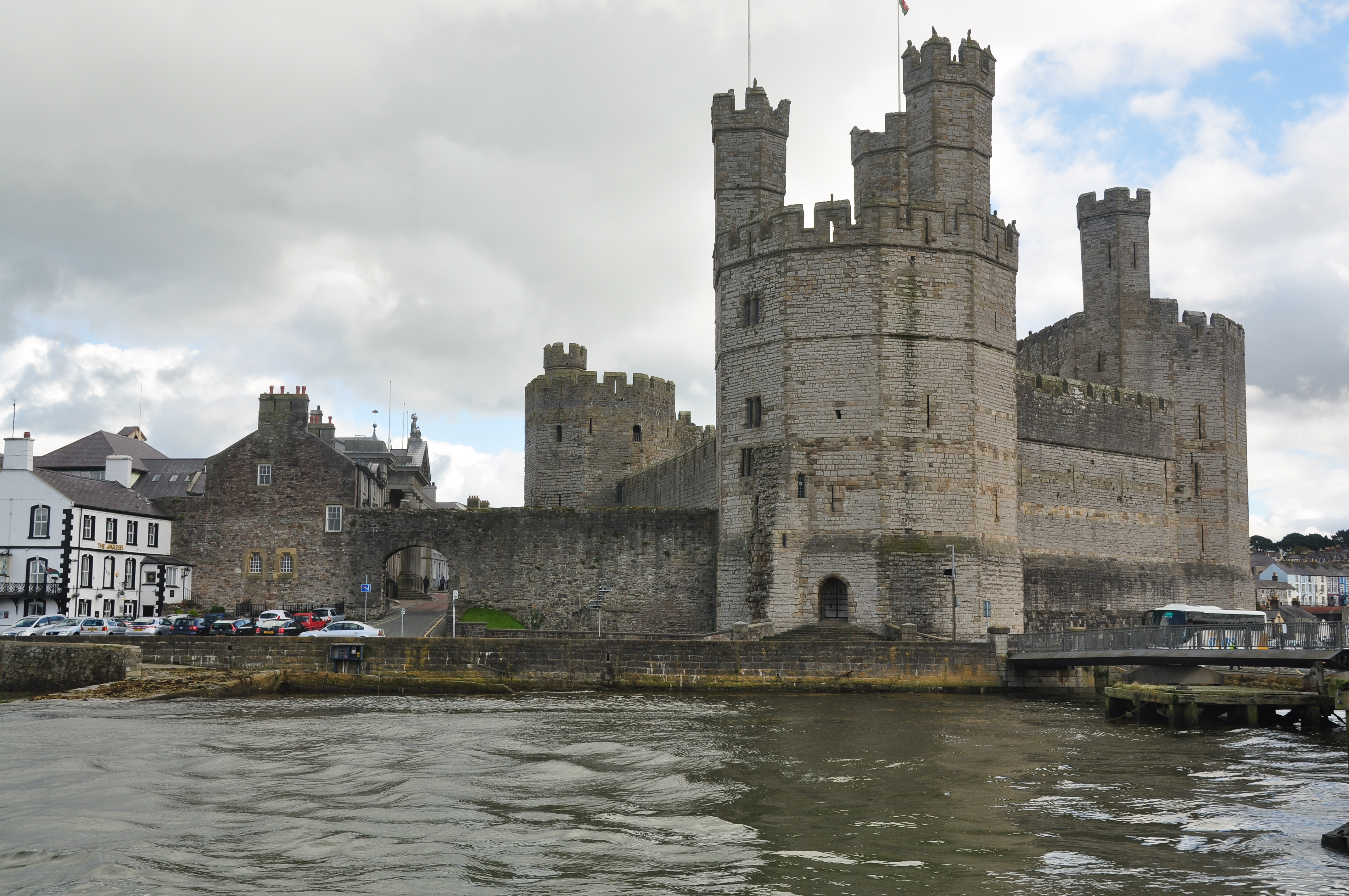
西からのカーナーヴォン城。1285年に大部分が完成した市壁は再建され、城とつながる。

1295年11月には、イングランドが町を再強化し始めた。市壁の再建が最も必要であり、1195ポンド（当初の市壁建設のほぼ半分の費用）が経費に充てられ、予定より2か月早く事業は完了した。次いで焦点が城に移ると、1292年に中止した作業の完遂にあたった。1295年にひとまず反乱が鎮圧されると、エドワードはアングルシー島にビューマリス城の建設を開始した。その作業はマスター・ジェイムズにより監督され、結果として、ウォルター・オブ・ヘレフォードが建設の新たな段階の石工棟梁として引き継いでいた。1301年末頃までに、さらに4500ポンドが作業に費やされ、作業の中心は北の壁と塔にあった。
1301年11月から1304年9月にかけての収支記録は見当たらず、おそらくはスコットランドに対するイングランドの戦争を補うために労働力が北に移行した間に作業の中断があったものとされる。記録では、ウォルター・オブ・ヘレフォードはカーナーヴォンを離れて1300年10月にはカーライルにいて、カーナーヴォンで建設が再開される1304年の秋まで、彼はスコットランド戦争に専念していた。ウォルターが1309年に亡くなると、その直属の部下ヘンリー・ド・エラートン (Henry de Ellerton〈Henry of Ellerton〉) が石工棟梁の責務を引き継いでいる。1323年には現在の様子に似た状態となったといわれるが、建設は1330年まで一定の割合で継続された。
1283年から1330年に収支報告が終了するまで、カーナーヴォンの城と市壁に2万5000ポンドが費やされた。エドワード1世のウェールズ征服による築城においては、1277年から1304年までに8万ポンド、同じく1277年から1329年までに9万5000ポンドの費用を要している。そういった当時における莫大な金額はまた、12世紀後半から13世紀初頭の極めて価値が高くかつ壮大な要塞であったドーヴァー城やノルマンディーのガイヤール城などの城への出費を妨げた。後のカーナーヴォンの増築は大したものでなく、城跡は大体がエドワード時代からのものである。その出費額にもかかわらず、城に計画されたものの多くが完遂されることはなかった。王の門（King's Gate、町からの入口）と王妃の門（Queen's Gate、東〈南東〉からの入口）の背後は未完成のままであり、城郭の内部の土台部分が、作業が続けられれば建物を擁したはずの痕跡を見せている。

### 中世後期以降

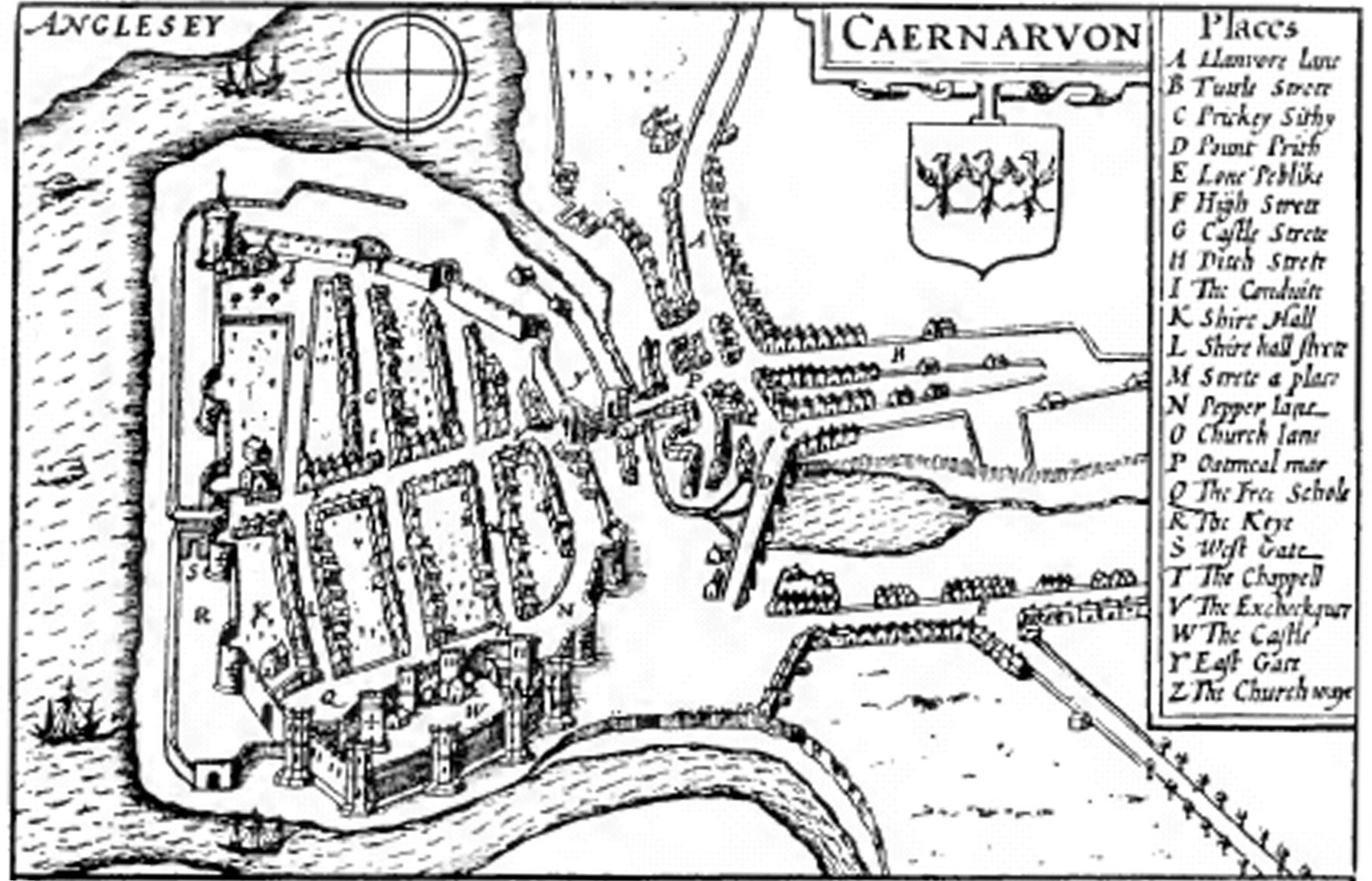
ジョン・スピードによる1610年のカーナーヴォンの地図（城は町の南端）。

ウェールズの征服後約2世紀、国の統治のためにエドワード1世により制定された配置はそのままであった。この時代、城には守備隊が常駐しており、カーナーヴォンは事実上北ウェールズの首都であった。民族対立を根底とするウェールズ人とイングランド征服者間の緊張は、15世紀初頭にグリンドゥールの反乱（1400-1415年）の勃発におよんでいった。蜂起の間、カーナーヴォンはオワイン・グリンドゥールの軍の標的の1つであった。町と城は1401年に包囲され、同年11月、グリンドゥールによるトゥトヒルの戦いがカーナーヴォンの防衛隊と蜂起軍の間に繰り広げられた。1403年および1404年には、カーナーヴォンはフランス軍からの支援によってウェールズ人部隊に包囲されている。
1485年にテューダー朝がイングランド王の座に就いたことで、ウェールズに変化をもたらし始めた。ヘンリー・テューダーはウェールズ出身であり、ヘンリーの統治はウェールズとイングランド間の対立を和らげた。結果として、カーナーヴォンの城のような、国が統治するために難攻不落の拠点を備える重要性は薄くなり、それらの城は放置された。

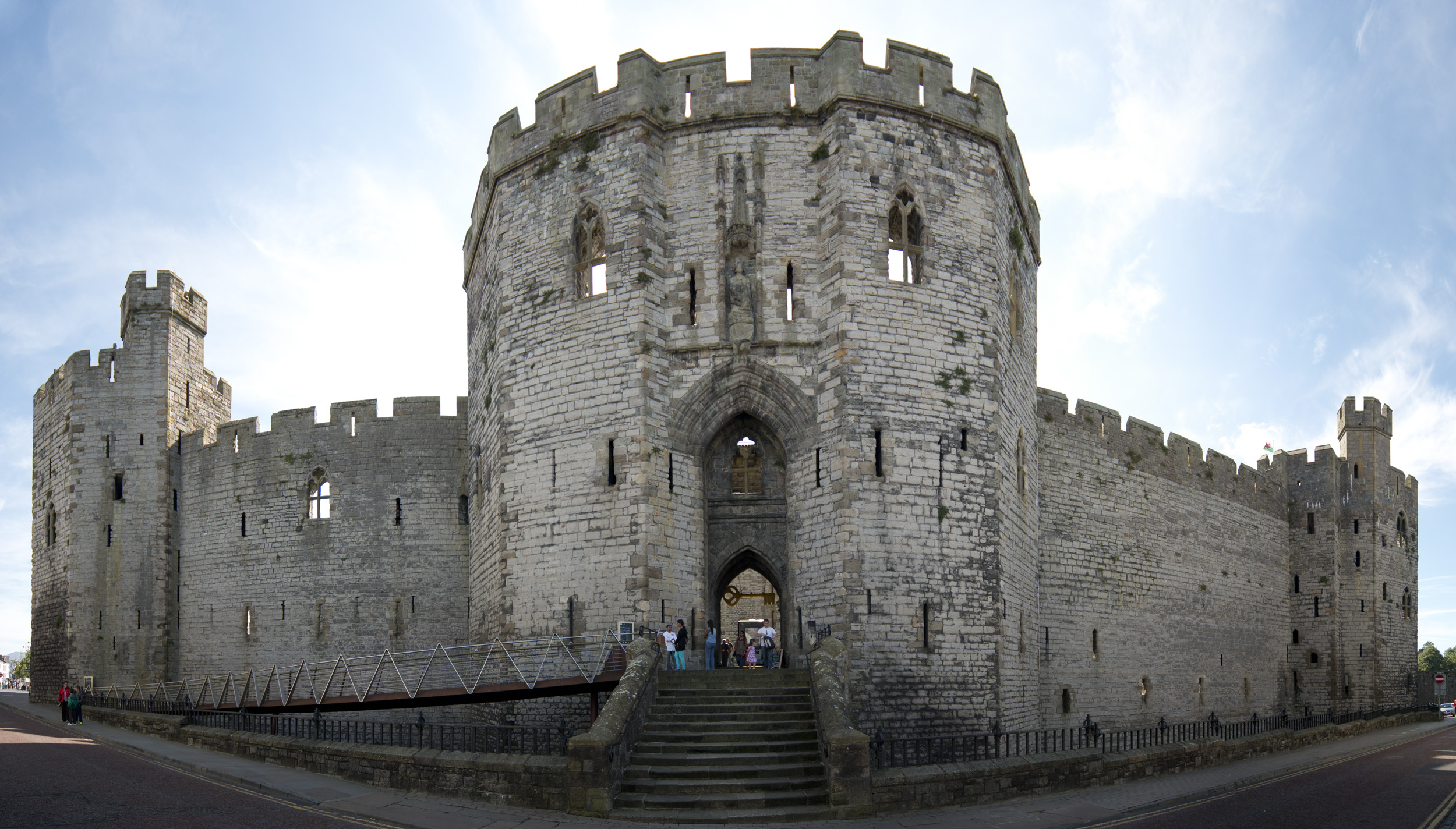
王の門。1620年にもなお屋根があった数少ない城の正面ゲートハウス（門塔）。

カーナーヴォンの場合、町や城の壁は良好な状態にあったが、屋根など保守を要するものは崩壊の様相を呈しており、多くの木材は腐っていた。城の7基の塔と2棟のゲートハウス（門塔）のうち、1620年には鷲の塔と王の門だけに屋根があるといった寂しい状態であった。城内の敷地の建物は、ガラスや鉄などの高価なものは剥ぎ取られていた。敷地の建物の荒廃をよそに、城の防御は十分な状態にあり、17世紀中頃のイングランド内戦においては国王派が駐屯した。カーナーヴォン城は戦争のなか3度包囲された。城代 (constable) はジョン・バイロンで、1646年にカーナーヴォンを議会派軍に明け渡した。カーナーヴォン城が交戦を見たのはこれが最後であった。1660年に城郭および市壁は取り壊すよう命じられたが、作業は早い段階で中止され、開始されなかったものと考えられる。

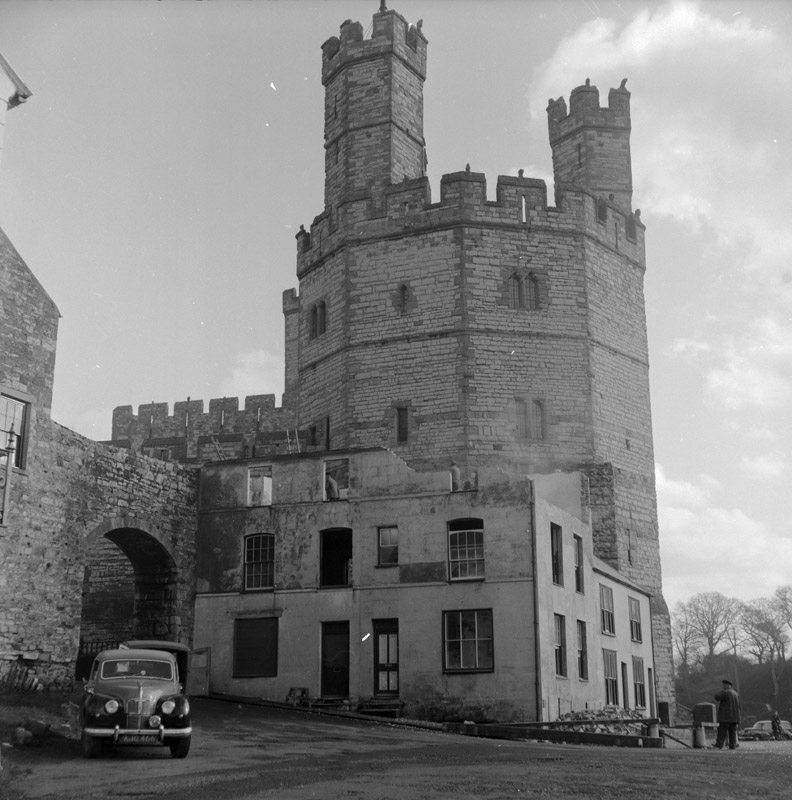
鷲の塔周辺の近代建築物を排除する1959年の解体作業。

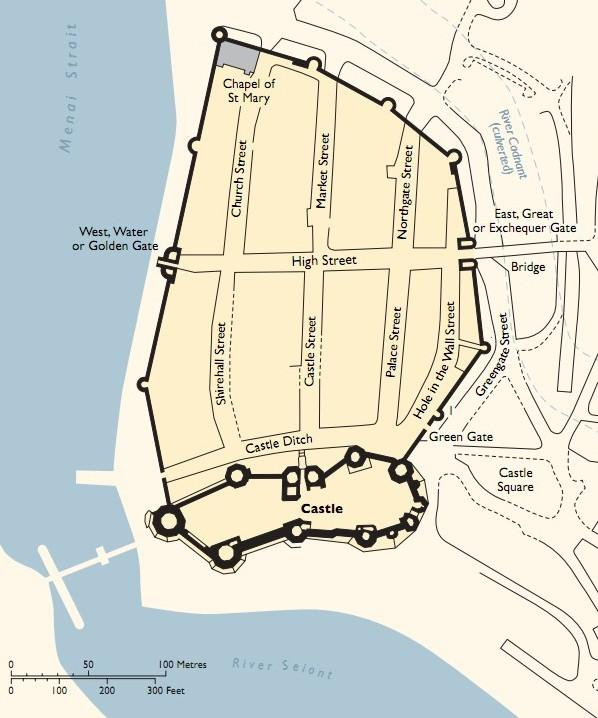
現代のカーナーヴォン城と市壁の平面図。

廃城 (slighting) を逃れたにもかかわらず、城は19世紀後半まで放置されていた。1870年代になって、政府はカーナーヴォン城の修繕に資金を供給した。城代補佐のルウェリン・ターナーが作業を監督し、現存する石積みを単に保存するのではなく、多くの場合に物議を醸すような城の修復や再建がなされた。階段、胸壁、屋根が修繕され、城郭の北の堀では、その土地の人の抵抗にもかかわらず、中世より後の建物が景観を損なうものとして一掃された。Office of Works および1908年からはそれを継承した保護のもと、城はその歴史的意義により保存されていった。19世紀前半には、セイオント川に面した地域はカーナーヴォン港拡張のため埋め立てられ、現在はカーナーヴォン城の駐車場の一部となっている。

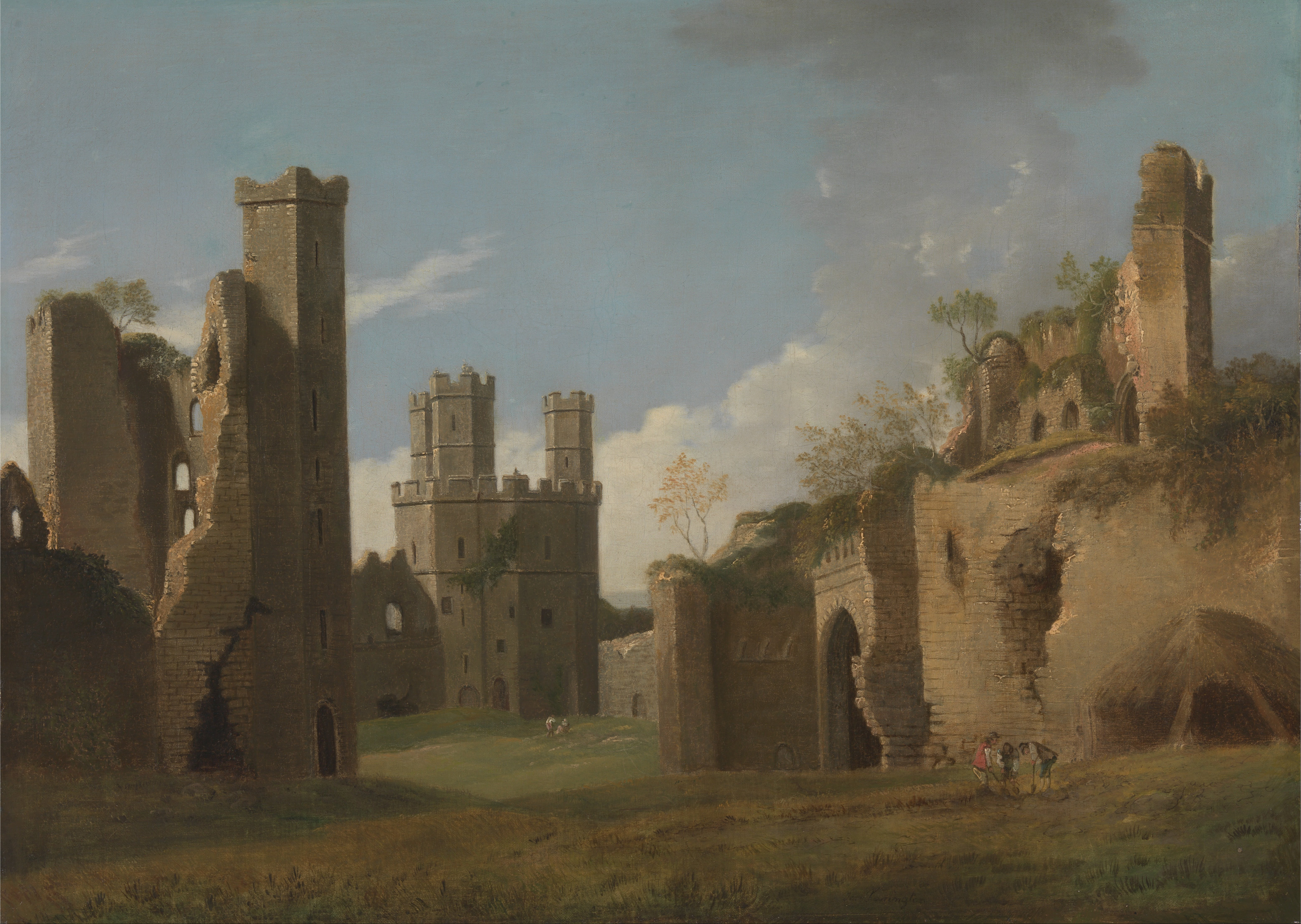
18世紀のカーナーヴォン城（ジョセフ・ファリントン（英語版））
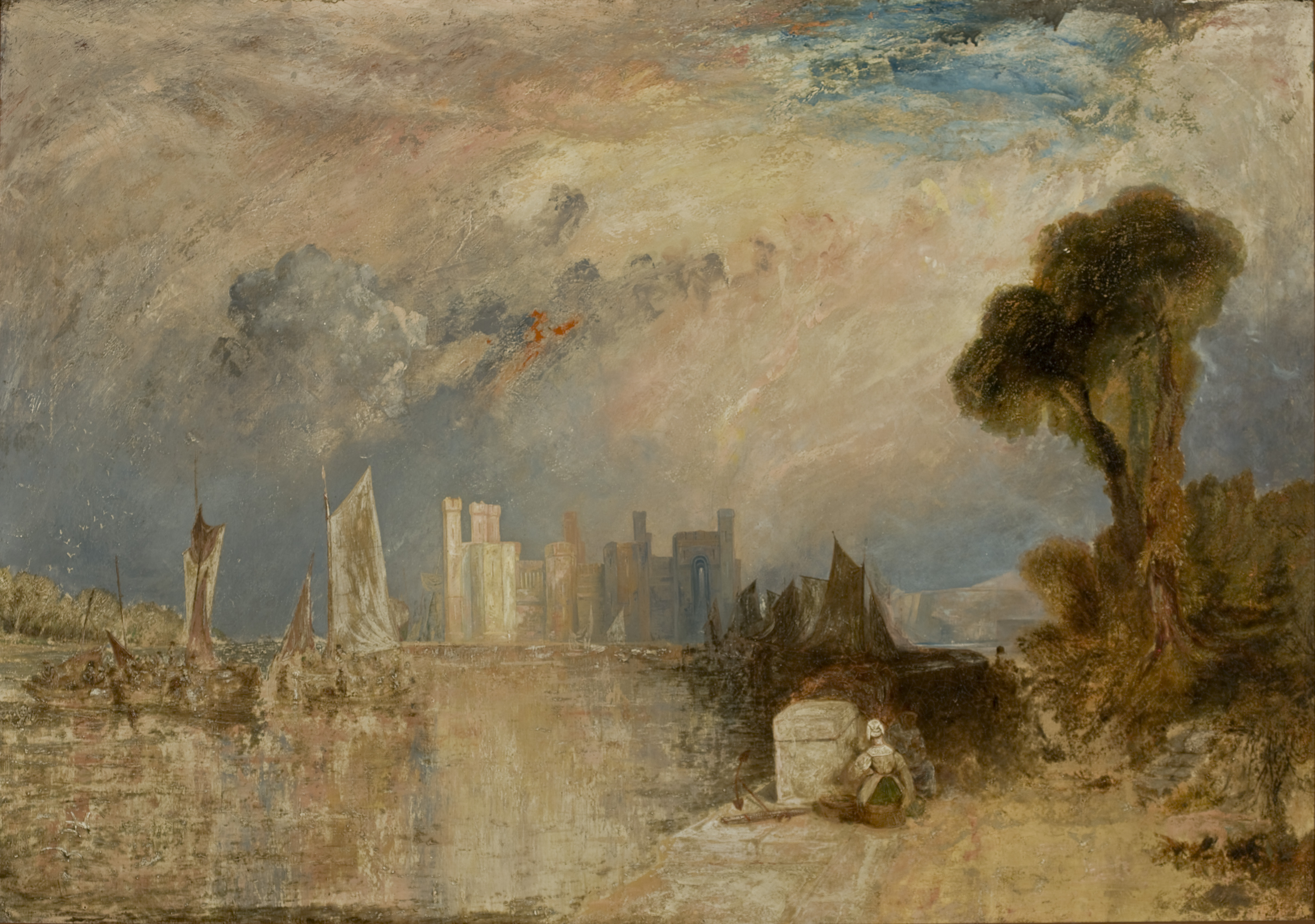
1830–1835年頃に描かれたカーナーヴォン（J・M・W・ターナー）

### 現代
カーナーヴォン城はその建設時からずっと国王のものであったが、現在はウェールズの歴史的建造物の維持・管理を担うウェールズ政府の歴史的環境保全機関であるカドゥ (Cadw) によって管理されている。1986年、カーナーヴォンは、その世界的な重要性が認められ、その保存や保護の支援ために「グウィネズのエドワード1世の城郭と市壁」の一部としてユネスコの世界遺産に登録された。城内にはイギリス陸軍の連隊の1つロイヤル・ウェールズ・フュージリア連隊（プリンス・オブ・ウェールズ師団の1部隊）の連隊博物館がある。2015年には、歴史建築会社ドナルド・インソール・アソシエイツにより設計された新「エントランスパビリオン」（入口分館）が建設された。カーナーヴォン城は今日の主要な観光地であり、2018年には20万5000人余りがこの城を訪れている。

## 儀式と慣例

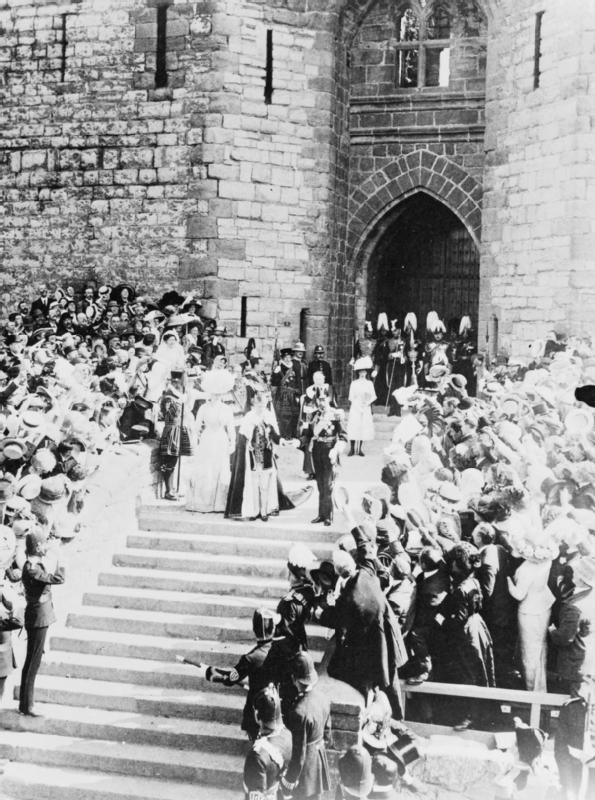
1911年7月13日のプリンス・オブ・ウェールズ叙位式典後、イングランド国室の一行がカーナーヴォン城を出る様子。

イングランド王家の王太子を示す称号「プリンス・オブ・ウェールズ」は、ウェールズを平定したエドワード1世が1301年に息子エドワードにこの称号を与えたことに始まる。有名な伝説によると、1284年、イングランド支配を快く思わないウェールズの諸侯らを前に、エドワード1世は赤子のエドワード王子を見せ、ウェールズで生まれ、英語を話さない王子であるとして一同を賛同させたといい、同時にウェールズの諸侯らは悔しい思いをしたという。ウェールズの大公（プリンス・オブ・ウェールズ）は、ウェールズで生まれ、英語を話さず、一度も罪を犯したことのない者とされていた。しかしこの物語は出所が疑わしく、16世紀にこの記述があるのみである。1301年、エドワード王子は17歳であった。エドワード2世が、父王のウェールズ遠征中にカーナーヴォンで生まれたことは事実である。ちなみに、当時イングランド（アングリア、「アングル人の住む土地」の意）宮廷で話されていたのはアングロ＝ノルマン語であり、英語ではない。
1911年7月13日、カーナーヴォン城はプリンス・オブ・ウェールズ叙位式典の舞台となった。この時のプリンス・オブ・ウェールズは、後のエドワード8世である。それまでのプリンス・オブ・ウェールズは、叙位証書一枚で任じられるものに過ぎず、過去に式典が行われたことはなかった。エドワード王子は1910年6月に叙位証書を受け取っており、プリンス・オブ・ウェールズとしての地位に何ら問題はなかったが、時の財務大臣を務めていたウェールズ出身のデビッド・ロイド・ジョージが、ジョージ5世に式典開催を強く進言したことから実現することとなった。叙位式典の前例がないまま、式典全体を指揮したのは紋章院総裁の第15代ノーフォーク公ヘンリー・フィッツアラン＝ハワードである。式典でのエドワード王子の答辞はすべてウェールズ語で行われ、それを聞く地元ウェールズ代表らやウェールズ人たちを感動させたという。1969年7月1日、王太子チャールズがカーナーヴォン城内で叙位式典を行った。2日後の7月3日、チャールズにより、これを祝してスウォンジーがシティの位に格上げされた。21世紀までにこの称号は21人に授けられ、13人が王位に就いているが、現在のところ、カーナーヴォン城で叙位式典を行ったプリンス・オブ・ウェールズは以上の2人のみである。

## 構造

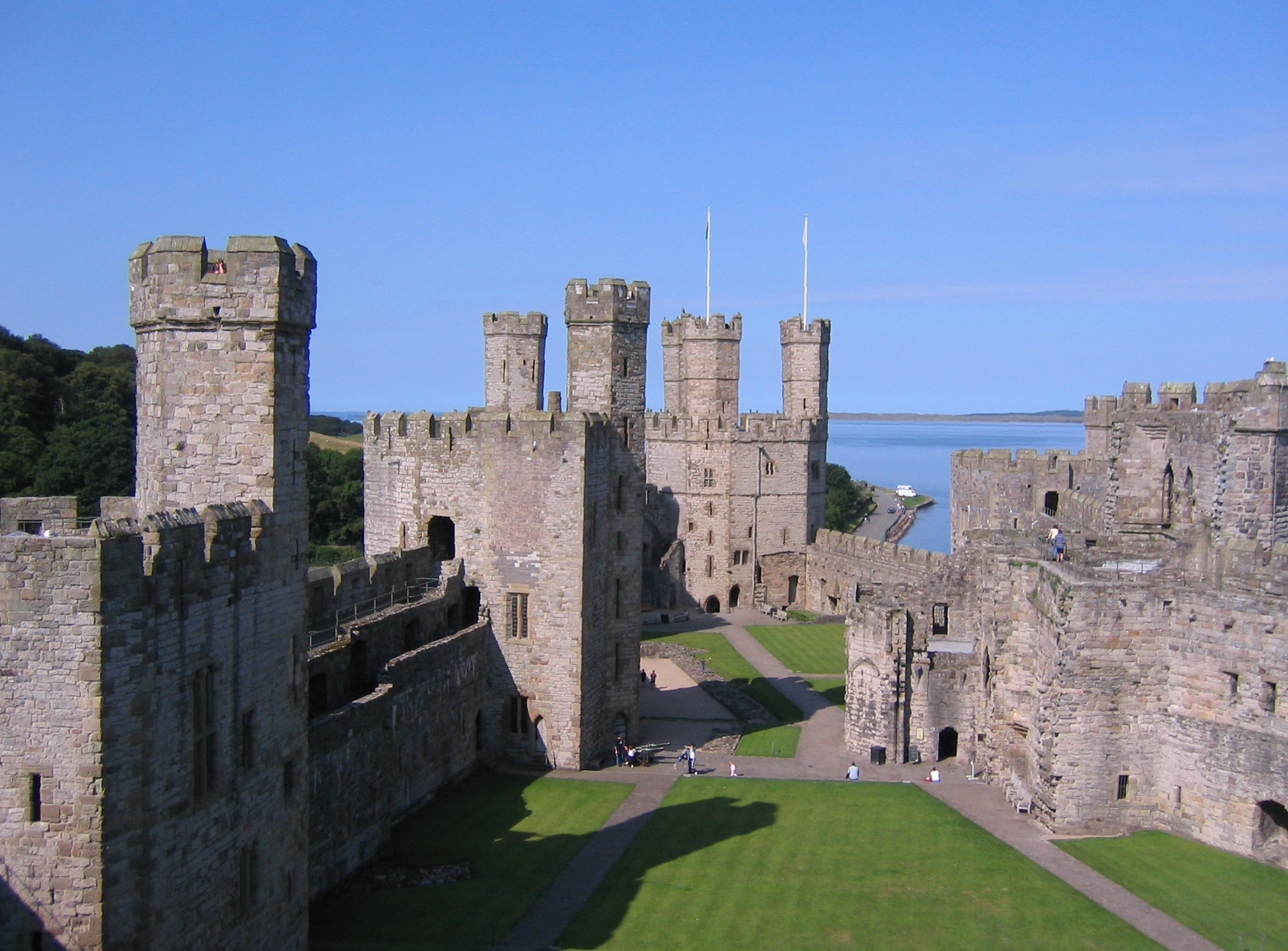
カーナーヴォン城の東の内廓から外廓方向。左から黒い塔、侍従の塔、鷲の塔。

カーナーヴォン城の設計は、ウェールズの新たなイングランド統治の象徴として強い印象を与える構造物にしたいという要求に半ば影響された。カーナーヴォンがウェールズ北部の行政の中心地になったことから、これはとりわけ重大であった。エドワードの城の配置はおおむね地勢より決定されたが、先の城のモット（土塁）も包含している。城郭は東西に長く、幅の狭い囲いで、およそ8の字のような形をしている。城内は東と西にそれぞれ上の内廊 (Inner Bailey, Upper Ward) と下の外廓 (Outer Bailey, Lower Ward) の2つの「廓」（曲輪）の囲い地に分割され、東側の内廓には王室の宿泊施設が含まれたが、これは完成しなかった。その分配は一連の防御を施した建物より配置されるはずであったが、これらも構築されなかった。
幕壁（カーテンウォール）に沿って側射できるよう配置された多角形の塔がいくつか点在する。壁や塔の頂部に狭間胸壁があり、南面沿いには射撃の桟敷があって、北面伝いにもその桟敷を備える予定であったがそれらは築かれなかった。これが一体化されたならばカーナーヴォン城は、中世まれに見る射撃力が集積されたものであったといわれる。
塔の多くは1階（地階）を含めて4階建てであり、城の西角にある鷲の塔が最大であった。その塔にある3つのタレット（小塔）は、かつて鷲の像を載せていた。塔には大きな滞在場所があって、おそらくはウェールズの初代の総督 (justiciar) であったオットー・ド・グランドソンのために構築された。1階には水門 (Water Gate) があり、セイオント川からの来訪者はそこから城に入ることができた。また水は、名前のもととなった井戸の塔 (Well Tower) の井戸から汲み上げられた。

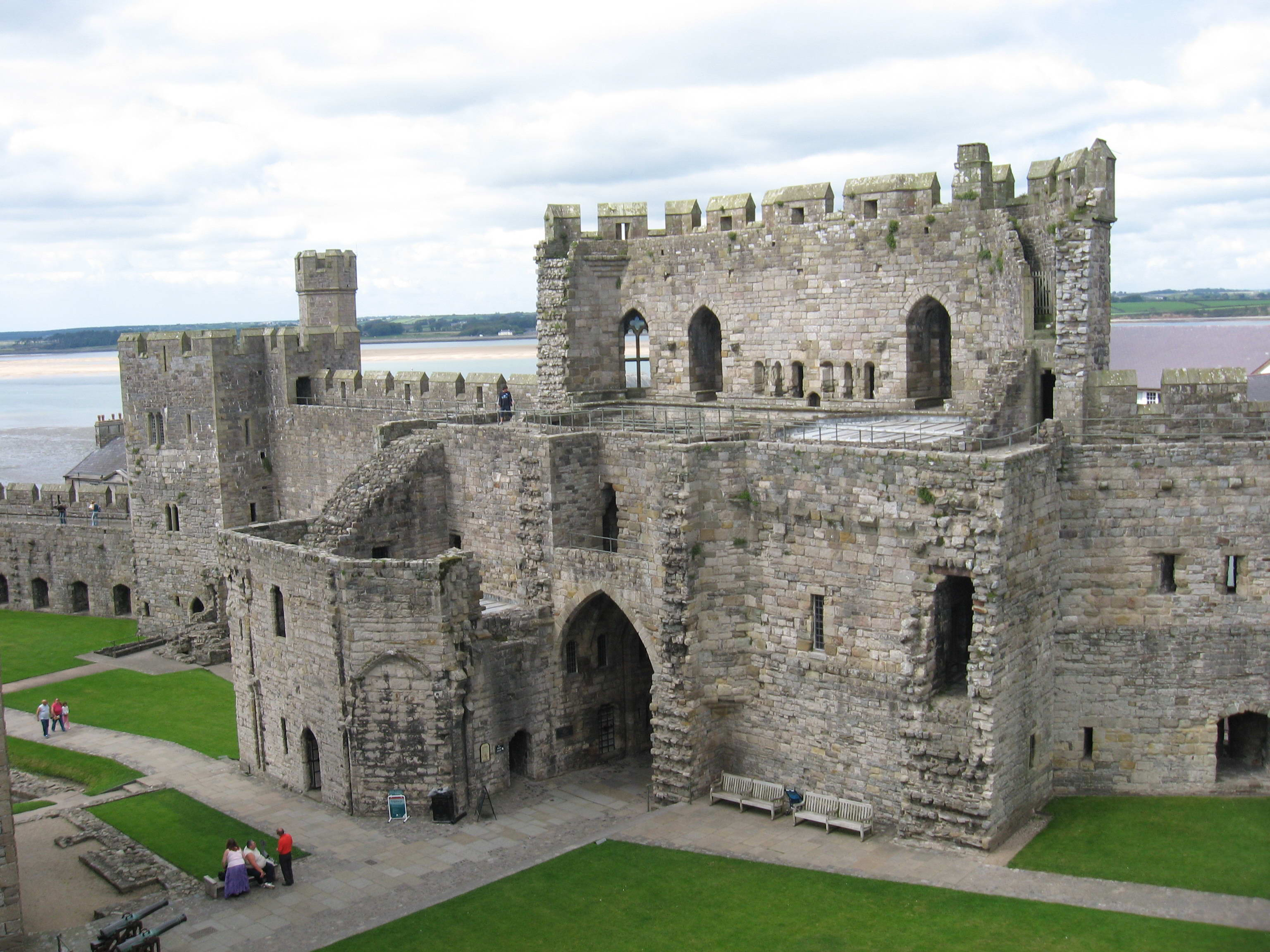
町から城への表口である王の門の未完成の内側。

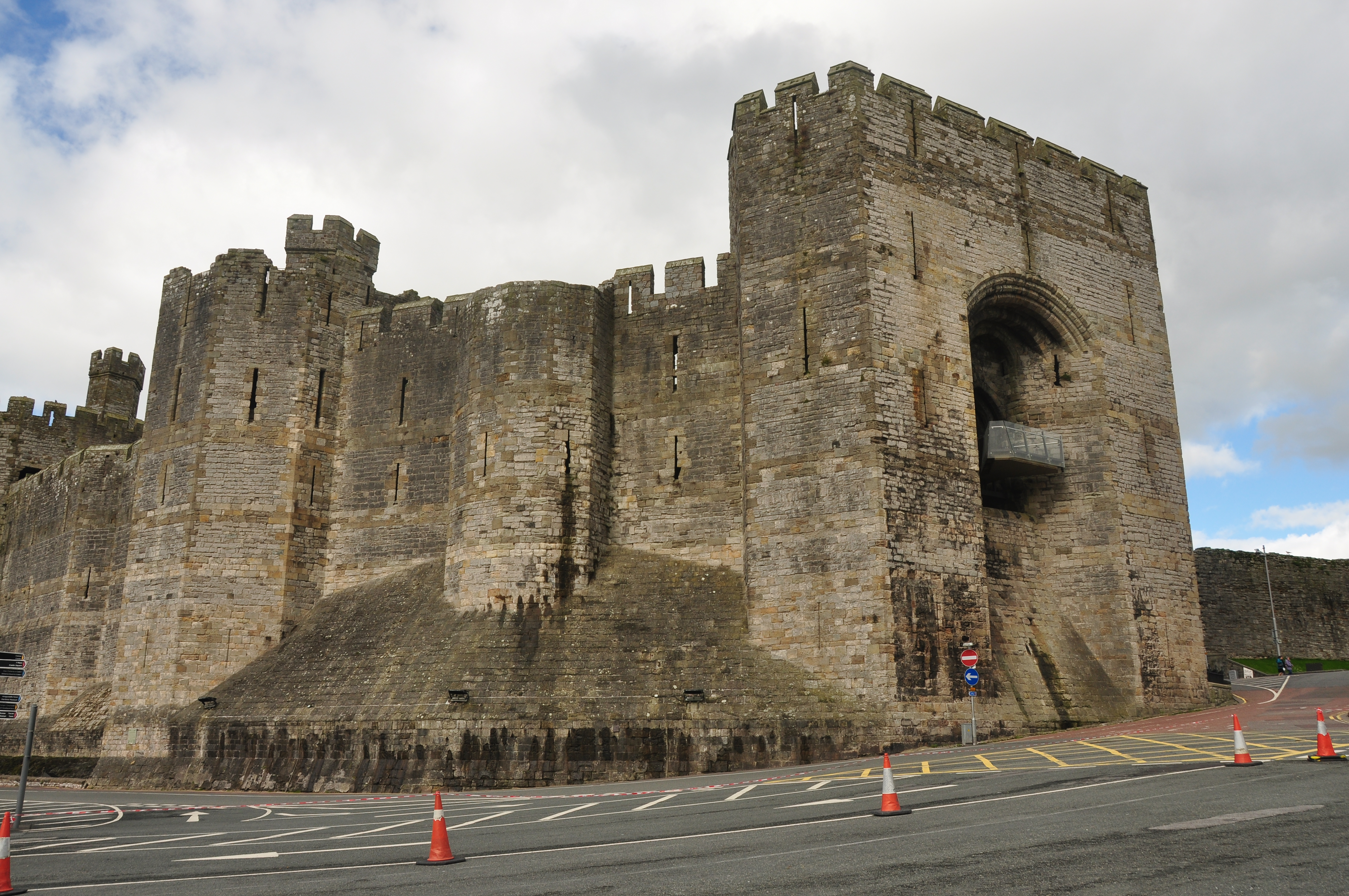
東からの表口である王妃の門。

カーナーヴォン城の外観は他のエドワードの様相とは異なり、壁に縞模様の色の石材が使用され、その塔は多角形であって円形でない。これらの特徴の解釈について多くの学術的議論があった。城の連鎖型城郭の設計は、初期のイギリスの城と比較して精巧であり、城壁はかつて第8回十字軍に参加したエドワード1世が見たコンスタンティノープルの城壁を参考にしたともいわれる。ビザンティン・ローマ帝国からの形象の意識的な使用については、エドワード1世の権威の証しであり、ローマ皇帝マグヌス・マクシムス（マクセン・ウレデク〈ウェールズ語: Macsen Wledig〉）の伝説的な夢に影響されたとする。マキシムスは夢の中で、山の多い地方の島の向かいにある河口の町に「人がこれまでに見た最も美しい」砦を見ていた。エドワードは、これはセゴンティウムがマキシマスの夢の町であったことを指すものと解いて、カーナーヴォン城を建設する際に帝国のつながりを利用したとされる。その後の研究の1つでは、カーナーヴォンの設計は確かにエドワードの権威の象徴であったが、それはブリテン（ブリタンニア）のローマの地を引き継ぐような印象を促し、王におけるアーサー王の正系をほのめかすように仕向けることにあったとしている。
2つの表口があり、1つは町から通じる王の門で、もう1つは町を通らず城に直接入る女王の門である。それらの様式はその時代に典型的なもので、2つの両側の塔（側堡塔）の間に通路がある。王の門が完成していたならば、来訪者は2つの跳ね橋を渡り、5か所の扉口と6か所の落とし格子の下を通過して、直角に曲るように通り抜けて下の外廓の前に出ていた。その経路は多くの矢狭間と殺人孔によって監視されていた。エドワード2世の像が町を見渡す王の門の入口の上の壁龕（ニッチ）に立っている。建築史家アーノルド・テイラーによれば、「カーナーヴォン城の大きな左右一対のゲートハウスほど中世の要塞の量感的な力強さをより顕著に示す建物はイギリスにない」とされる。王妃の門は、入口が地面より上にあるという点で異例であり、これは先のモットの統合において、内側の地盤面が隆起していることによる。外面的に、門には石の傾斜路による通路があったはずであるが、もはやそこに残ってはいない。
幕壁（カーテンウォール）とその塔は大部分が損なわれずに残っているが、城郭内にある構造物の遺構はすべてが土台である。王室の滞在場所は内廓にあり、外廓には台所 (Kitchens) などの建物があって、台所は王の門のすぐ西に位置している。それらのわずかな土台に基づき、テイラーは、台所はしっかりと建てられていなかったという。城の廓内のもう1つの重要な特徴は大広間 (Great Hall) であり、これは外廓の南側に接していた。その基礎のみ残存するが、大広間は壮麗な建築物であり、王室の催しの会場に使われていた。カーナーヴォンがもくろみ通りに完成していたならば、数百人の王室一族が収容できたものとされる。